# Noyes (métro de Chicago)
Pour les articles homonymes, voir Noyes.
Noyes est une station aérienne de la ligne mauve du métro de Chicago. Située sur la Evanston Branch, elle donne accès à l’entrée nord du campus de l'université Northwestern (Northwestern University).

## Description
Ouverte par la  Chicago, Milwaukee & St-Paul Railroad en 1908, Noyes fut surélevée sur un remblai en 1909 avant d’être, comme la station Foster, reconstruite en 1931 sous une forme beaucoup plus simple et fonctionnelle. 
La station Noyes est située sur le territoire de la ville de Evanston, juste au nord de Chicago. Elle fut entièrement rénovée en 2004.
La voix automatisée utilisée pour annoncer la station Noyes dans les rames est reprise dans la chanson "Chamber the Cartridge" par le groupe de hardcore mélodique, Rise Against. 
La station a été fréquentée par 220 197 passagers en 2008.

## Les correspondances avec le bus
Avec les bus de la Chicago Transit Authority :
- #N201 Central/Sherman (Owl Service - Service de nuit)

## Dessertes
| Nord/Ouest            |  |                                    |  | Sud/Est                           |
| --------------------- |  | ---------------------------------- |  | --------------------------------- |
| Central vers Linden   |  | ligne mauve (heures creuses)       |  | Foster vers Howard                |
| Central vers Linden   |  | ligne mauve (heures de pointe) (d) |  | Foster vers Linden via Clark/Lake |
| modifier sur Wikidata |  |                                    |  |                                   |